# Karl-Heinz Krüger
Karl-Heinz Krüger (Templin, 25 dicembre 1953) è un ex pugile tedesco.

## Palmarès
Le medaglie elencate sono state conquistate in rappresentanza della Germania Est.

### Olimpiadi
- 1 medaglia:
  - 1 bronzo (Mosca 1980 nei pesi welter)

### Mondiali dilettanti
- 1 medaglia:
  - 1 bronzo (Belgrado 1978 nei pesi superleggeri)